# Hugo (syn Karola Wielkiego)
Hugo (802 – 844) – nieślubny syn Karola Wielkiego i jego konkubiny Reginy. Z tego związku pochodzi również drugi syn Drogo.
Hugo był opatem kilku klasztorów w tym Saint-Quentin (822 – 823), Lobbes (836) i Saint-Bertin (836). W 834 roku zostaje arcykanclerzem Świętego Cesarstwa Rzymskiego u swego przyrodniego brata Ludwika Pobożnego.
Prawdopodobnie miał nieślubną córkę Petronellę, późniejszą żonę Tertullusa z Anegawenii i matkę Ingelgera wicehrabiego Orleanu i Angers.